# Пинквошинг
Пинквошинг представља наглашавање афирмативног односа према геј популацији како би се скренула пажња са других, негативних видова деловања неке организације или политичких и друштвених активиста. Термин се првобитно развио од стране организација за борбу против рака дојке и то за идентификовање компанија које су тврдиле да помажу оболеле жене док су у стварности профитирале од њихове болести.

## Политички примери

### Израел
Израелски пинквошинг функционише у два правца – с једне стране се идеализује положај ЛГБТ особа у Израелу, док се с друге демонизира њихов статус на палестинским територијима. Сара Шулман, писац и професор на Градском универзитету у Њујорку, тврди да кампања за односе с јавношћу израелске владе користи идеју да је Израел пријатељски према ЛГБТ популацији како би промовисао јавно виђење Израела као „модерне демократије”, „места безбедног и сигурног за инвестиције” и „осунчане и песковите” туристичке дестинације. Џозеф Масад, ванредни професор модерне арапске политике и интелектуалне историје на Универзитету Колумбија, написао је да израелска влада инсистира на рекламирању и преувеличавању ЛГБТ права како би одбранила међународну осуду због кршења права палестинског народа. Поједини израелски активисти сматрају да разлог толеранције Израела према ЛГБТ појединцима и групама представља чињенични контраст дискриминаторном и често бруталном третману ЛГБТ особа од стране арапских и муслиманских група.

### Сједињене Америчке Државе
Према Омар Г. Енкарнасиону, професору политичких студија на Бард колеџу, поједини критичари су оптужили Обамину администрацију за пинквошинг због одвраћања пажње од политика које су донеле депортацију милиона недокументованих имиграната, као и неспособности да приведу правди одговорне за кршење људских права у рату против терора од стране Бушове администрације.

### Србија
Међу аналитичарима у Србији се често поставља питање да ли је подршка одржавању параде поноса стварна политика власти или једнократни, прагматични пинквошинг зарад вишег интереса формалног испуњења захтева и критеријума ЕУ. Разлог таквом ставу лежи у прогресивном дистанцирању државних институција и политичара од борбе за ЛГБТ права након завршетка прајда.
Случај пинквашинга је забележен и крајем 2010. године када је на конгресу Социјалистичке партије Србије познати геј активиста, Борис Милићевић, изабран за члана Главног одбора. Овај чин током наредних година није био праћен запаженим већим учешћем других ЛГБТ активиста и активисткиња у страначком животу у Србији, као ни нарочито, про-ЛГБТ политиком самог СПС-а. На основу тога се стиче утисак да је одлука конгреса те партије била стратешки потез у покушају промене лошег међународног имиџа те странке, а у контексту тада прижељкиваног уласка у чланство Социјалистичке интернационале.

## Економски примери
Због пинквошинга критикована је и британска нафтна компанија БП јер је одмах након излива нафте у Мексичком заливу покушала поправити имиџ покретањем кампање запошљавања ЛГБТ особа.
Године 2019. неколико компанија које су раније тврдиле да подржавају ЛГБТ+ заједницу, укључујући Мариот Интернашонал, Делта ерлајнс, ЈунајтедХелт групе, Морган Станли и банке Америка, биле су критиковане због спонзорства догађаја у част бразилског председника Жаира Болсонара, који за себе каже да је „поносан хомофоб”.

## Уметнички примери
Урош Чворо, истраживач савремене културе са аустралијског Националног института за експерименталне уметности (НИЕА), у својој књизи о турбофолку наводи презентацију „животописних зликоваца” из филма „Парада” Срђана Драгојевића као пример пинквошинга с обзиром да се хомофоби, ултранационалисти и криминалци из регије недавно погођене ратовима представљају у позитивном светлу.

## Права интерполних особа
У јуну 2016. године, аустралијска организација за људска права интерполних особа указала је на контрадикторне изјаве аустралијске владе која говори да се достојанство и права ЛГБТ и интерполних особа препознају, док се у исто време настављају штетне праксе над интерполном децом.